# Hátrahagyva (Lost)
A Hátrahagyva egy epizód a Lost c. televíziós sorozatban.
|  | Alább a cselekmény részletei következnek! |

Az előző részek tartalmából:
Kate miután visszatér a partra, mentőakciót szervez a doki kiszabadítására. Sayidék megérkeztek a Többiek falvához. Az Others faluban egy bokorban Locke, Sayid, Kate és Rousseau figyeli a dokit, amint Tom társaságában játszik. A mentő akció nem jön össze, mert Kate és Sayid fogságba esik. John pedig elkapja Bent, majd kisebb nehézségek árán eljut a tengeralattjáróhoz és felrobbantja. John nem sokáig örülhet mert hamarosan szembenézz a múltjával. Ben megmutatja John-ak, hogy fogva tartják az apját Anthony Coopert.
A folytatás:
Kate-et fogva tartják a Többiek. Amikor Juliet hoz neki egy kevés ételt, Kate megpróbálja megtámadni, de Juliet gyorsan legyőzi őt.
Az első visszaemlékezésben Kate Iowában van és az autója meghibásodik, elvontatják egy szervizállomásra. Kate meghall egy embert és egy nőt, ahogy vitatkoznak. A nő Cassidy, akit Sawyer képzett ki, hogy legyen egy grifter vagyis szélhámos. Épp az ékszerét adja el egy embernek.  A fickó rájön a turpisságra és hívni akarja a rendőrséget. De a rendőrök azok, akiket Kate utolsónak akar látni, ezért beavatkozik és rendet tesz. Azt mondja az embernek, hogy az apja egy szakértő és az ékszer nem hamis. Cassidy felajánlja Kate-nek, hogy beviszi a városba, cserébe Kate fizet neki egy italt.
Locke felkeresi Kate-et és közli a lánnyal, hogy távozik a többiekkel együtt. Kate megkérdezi, Johnt hogy őt átnevelték e, de John megnyugtatja, hogy semmit nem csináltak vele. Önszántából távozik a Többiekkel. A parton Hurley a gyémánt eset miatt  "Nikki / Paulo helyzet" odamegy Sawyerhez és elmondja  neki, a tábor szavazni fog arról, hogy maradhat e közöttük a továbbiakban. Hurley elmondja, hogy vannak hasznos dolgok, amikkel segíthet a túlélőknek, persze evvel segítve azt, hogy maradhat a túlélők között. Sawyer hallani sem akar erről.
A barakkoknál Kate hall egy hangos csattanást, és időben ki néz az ablakon, hogy lássa a Többiek csomagolnak, mert távozni készülnek. Mindannyian felvesznek  gázálarcokat, azután a Kate szobájába bedob valaki egy patront, amiből dől a gáz. Kate nem bír menekülni és eszméletét veszti.
A következő visszaemlékezésben Kate meghívja Cassidy-t egy italra. Cassidy eközben érdeklődik Kate-től, hogy miért nem akarta a rendőrséget látni a helyszínen. Kate elmondja, hogy a mostohaapja rossz ember volt, úgyhogy megölte őt, megszökött az amerikai marsalltól, aki letartóztatta és most visszajött hogy beszéljen az anyjával. Cassidy felajánlja, hogy segít. Azt mondja, hogy ő szintén egy rosszfiú "SAWYER" segítségével jutott idáig, hogy hamis ékszereket áruljon.
Kate később magához tér a dzsungelben és észreveszi, hogy oda van bilincselve Juliethez. Kate megpróbálja elvenni Juliet kését, mert le akarja venni a bilincsét. Juliet magához tér és a próbálkozás kudarcot vall. Kate meg akarja tudni Juliettől, hogy mivel sikerült magára haragítania a társait, de a nő nem felel. Kate a kés segítségével nem tudja eltávolítani a kezéről a bilincset. Eközben Sawyer megpróbálkozik egyedül boldogulni ezzel bizonyítva, hogy senkitől nem függ. De csak próbálkozik. Megpróbál kibelezni egy halat, de rájön, hogy egyedül képtelen bármire is.  Azt mondja Hurleynek, hogy készen áll arra, hogy jóvátegye bűneit. Hurley csak akkor hajlandó segíteni Sawyernek, ha bocsánatát fejezi ki azért, amiért csúfolta. Sawyernek nem maradt választása.
A következő visszaemlékezésben Iowában,  Kate kopog az anyja ajtaján. Diane kinyitja az ajtót, de mielőtt Kate meg tudna szólalni, a zsaruk elkapják Kate-et  és kattan a bilincs. A marsall kilép a házból, de szembe kell néznie azzal, hogy Kate átverte őt ismét. Cassidy Kate-ként öltözött. Cassidy azt állítja, hogy éppen bibliákat ad el. Kate eközben egy másik utcáról távcsővel nézi az eseményeket. Később a moteljüknél Cassidy tudni akarja, hogy Kate-nek miért kell beszélnie az anyával. Kate dühös, hogy az anya  fel adta őt a rendőrségnek, és a válaszokra kíváncsi.  Meg kell tudnia miért.
Juliet és Kate követnek egy nyomot, ami a barakkokhoz vezet. Juliet elmondja, hogy Jack nem örült Kate mentőakciójának, mert elrontotta az esélyüket a hazajutásra. Az is lehet, hogy a doki nem akarja látni Kate-et. Kate összeverekedik Juliettel. A verekedésben Juliet válla kificamodik. Hirtelen meghallják a füstöt visítani, majd Kate elbujtatja Juliettet. Miközben a két nő várakozni kényszerül, a füst többszöri villanásokat bocsát ki Juliet felé.
Juliet elmondja Kate-nek, hogy kamerák voltak a ketreceken, Jack látta, amint Kate és Sawyer enyelegtek egymással.  Felfedi, hogy a doki azért nem akarta, hogy Kate visszatérjen érte, mert valójában érzelmileg összetörte a szívét.  Kate bemérgeli magát és helyrerántja Juliet vállát.  Sawyer a szigeten próbál a túlélőkhöz kedves lenni. Bocsánatot kér Hurleytől azért, hogy csúfolja őt, kedveskedik Claire-rel és a babának  ad egy takarót, és Desmonddal tart hogy a tábornak levadásszanak egy vaddisznót. Másnap Kate felébred és Juliettel tovább állnak.
A következő visszaemlékezésben Cassidy abba az étterembe megy kajálni, ahol Kate anyja dolgozik és véletlenül kiborít egy tál chilit. Diane a mosdóba megy, hogy összetakarítson, de Kate már várja. A lány  tudni akarja, hogy Diane miért dobta fel őt. Diane azt mondja Kate-nek, hogy megölte azt az embert, akit szeretett. Kate azt válaszolja, hogy Wayne kihasználta őt, de Diane egyszerűen nem hallgatja meg a lányát. Diane megígéri, hogy most nem fog mondani semmit, de legközelebb ha látja Kate-et segítségért fog ordítani.
Juliet és Kate haladnak a barakkok felé, de a szörny felbukkan. Kate és Juliet menekülésbe kezd.  Elérnek az oszlopokhoz, de Kate lefogja Julietet, és figyelmezteti, hogy be van üzemelve a védelmi rendszer.  Juliet a hátsó zsebébe nyúl és kiveszi a bilincs kulcsait, majd kiszabadítsa magát. Kate meg van lepődve, hisz mindvégig azt hitte, hogy nincs kulcs Julietnél. Juliet az oszlopon lévő ketyerén beüti a  hozzáférési kódot és kikapcsolja a védelmi rendszert, majd amikor Kate sikeresen bejutott, akkor visszakapcsolja, és így a szörny nem bír bejutni az oszlopok közt. A szörny próbálkozik keresztül menni a falon, de nem megy neki. Rettenetes zajokat csinál. Juliet szembe néz vele, és valami ragyogást lát benne, majd a füst ráront. Szerencsére a fal rendesen működik. Azután a füst gyorsan elszáguld. Juliet elismeri, hogy nem tudják, hogy ez mi, de tudják, hogy ez a füst nem kedveli a kerítésüket. Kate a kulcsról kérdez. Juliet azt mondja, hogy őt szintén elhagyták, de megbízott egy barátjában, aki elrejtette a kulcsot.  Kate kinyitja a bilincset a kezén és tovább megy a barakkok felé.
A szigeten Sawyer süti a vadkant és mindenki eszik. Ez egy boldog pillanat. Sawyer odamegy Charliehoz és a szavazás felől érdeklődik, de a srác nem tudja Sawyer miről hadovál. Sawyernek azonnal leesik, hogy Hugó átverte és azon nyomban felkeresi. Hugo elmondja, hogy tesztelte. Mivel a parancsnoki személyzet nincs itt, így valakink át kell vennie az irányítást és erre csak Sawyer alkalmas. Sawyer körbenézz és már érti Hugó mire célzott, hiszen sok embert boldoggá tett cselekedeteivel fél nap elteltével. Kate és Juliet elérik a barakkokat. Teljesen üresek és mindenki eltűnt. Juliet elmegy megkeresni Sayidet, és Kate pedig megtalálja  Jacket, aki öntudatlan állapotban van.   Kate felébreszti őt és azt mondja neki, hogy a többiek távoztak.  Kate elnézést kér azért, hogy összekuszálja a doki terveit, és megakadályozta a  hazajutásban. Jack első kérdése Julietről szól. Kate azt mondja neki, hogy szintén itt hagyták a nőt is.
Visszapergetés Iowába. Cassidy kiteszi Kate-et a szervizállomásnál. Cassidy azt mondja Katenek, hogy ő terhes, és holtan akarja látni a fickót "Sawyert", bár még mindig szereti őt. Cassidy megkérdezi, hogy Kate bocsátaná e az anyujának, amiért hívta a zsarukat. Kate nemmel felel.
Kate és a doki csatlakoznak Juliethez és Sayidhoz. Jack azt javasolja, hogy vegyenek magukhoz mindent, amire szükségük lehet, mert sötétedés előtt el kellenne innen pucolniuk. Sayid ellenzi, hogy Juliet velük jöjjön, de Jack nem kíváncsi a véleményére. Kate és a Sayid farkasszemet nézz egymással, mert egyikőjük sem bízik Julietben.
|  | Itt a vége a cselekmény részletezésének! |